# Unturned
Unturned ist ein Free2Play-Zombie-Survival-Horror-Computerspiel, welches von Nelson Sexton unter dem Entwicklungsstudio Smartly Dressed Games entwickelt wurde. Das Spiel wurde im Juli 2017 offiziell auf Steam veröffentlicht. Zuvor befand es sich bereits drei Jahre im Early Access. Unturned wurde bereits über 26 Millionen Mal heruntergeladen und gehört zu den am meisten heruntergeladenen und gespielten Spielen auf Steam (Stand: Januar 2017).

## Gameplay
In dem Spiel kann der Spieler auf einer von sechs offiziellen Open-World-Karten gegen Zombies kämpfen. Das Spiel verfügt außerdem über ein Crafting- und Skill-System und die Möglichkeit, Basen zu errichten. Spieler können hierbei sowohl gegen Zombies (PvE) als auch andere Spieler (PvP) kämpfen. Die Spieler müssen zudem Bedürfnissen wie Essen oder Trinken nachgehen und auf die Lebensanzeige achten. Es gibt die drei Spielmodi „Survival“, „Arena“ und „Horde“. Der Survivalmodus steht sowohl im Einzelspielermodus als auch Mehrspielermodus zur Verfügung und das Ziel besteht darin, dass der Spieler möglichst lange überlebt. Zur Verteidigung stehen ihm dabei unterschiedliche Waffen und Kleidungsstücke zur Verfügung. Zudem lassen sich weitere Items sammeln und Autos fahren. Im Arenamodus, welcher nur im Mehrspielermodus verfügbar ist, kämpft man in einer von vier Arenen gegen andere Spieler. Der letzte Überlebende hat gewonnen. Der Modus „Horde“ wurde erstmals mit der dritten Version des Spiels veröffentlicht und ist ebenfalls nur im Mehrspielermodus verfügbar. Ziel ist es, mehrere Wellen von Zombies zu bekämpfen. Bedürfnisse wie Hunger oder Durst sind in diesem Spielmodus deaktiviert. Unturned erlaubt es außerdem Spielern eigene Inhalte wie Maps und Mods zu erstellen und sie über den Steam Workshop zu veröffentlichen.

## Entwicklung
Unturned wurde von dem Kanadier Nelson Sexton entwickelt. Bereits auf der Spieleplattform Roblox kreierte er zwei der populärsten Spiele mit den Titeln Battlefield und Deadzone. Deadzone war ähnlich wie Unturned ein Zombie-Survival-Horror-Computerspiel, ist allerdings mittlerweile nicht mehr verfügbar. Die erste Version von Unturned veröffentlichte er mit 16 Jahren. Bevor es auf Steam veröffentlicht wurde, war es bereits über einen Webbrowser unter dem Namen Unturned 1.0 spielbar. Auf Steam Greenlight wurde es in der Mitte von 2014 unter dem Titel Unturned 2.0 veröffentlicht. Aktuell befindet sich Unturned in der dritten Generation. Die Karten des Spiels basieren auf echten Orten. Die erste Karte „PEI“ basiert auf der Seeprovinz Prince Edward Island in Kanada und die zweite mit dem Titel Washington auf dem gleichnamigen Bundesstaat der USA. Am 14. August 2015 wurde die Map Yukon veröffentlicht, welche sich an dem kanadischen Territorium Yukon orientiert. Etwa ein Jahr später, am 19. August 2016, folgte eine Kartenumsetzung des Landes Russland und am 18. Februar 2017 eine des US-amerikanischen Bundesstaates Hawaii. Mit der Veröffentlichung des Spiels erschien eine weitere Karte, welche an Deutschland angelehnt ist. Als fertiges Spiel wurde es offiziell am 7. Juli 2017 veröffentlicht.

## Rezeption
Kotaku bezeichnet Unturned als eines der populärsten Spiele in der Mitte von 2014 und hielt den Erfolg für unerwartet, da das Spiel nur von einer Person entwickelt wurde. PC Gamer bezeichnet das Spiel als einfach gehaltenen Survival-Simulator, an welchem man Freude haben kann, sofern man über die Grafik hinweg sieht. Die GameStar macht für den Erfolg des Spiels weder die Grafik noch den „Genre-Mix“ verantwortlich und sieht diese Dinge eher als abschreckend an. Das Spiel soll daher mehr als eine eigenständige Comic-Spielwelt betrachtet werden und sich nicht als Konkurrenz zu Genrevertretern wie DayZ, Rust, H1Z1 und Ark: Survival Evolved sehen. Der Standard sieht den Erfolg des Spiels in der Kostenlosigkeit, der allgemeinen Neugierde der Spieler die Welt zu entdecken sowie der Verbreitung im Internet durch Webvideos.
Das Spiel wurde von Chip Online als eine Mischung aus Minecraft und DayZ beschrieben. Auf Metacritic hat das Spiel einen User Score von 7,2 bekommen. Auf Steam haben 90 % der Nutzer das Spiel positiv bewertet (Stand: Juli 2025).